# Crna dama
A Crna dama (magyarul: Fekete hölgy) a szerb Smak együttes 1977-ben megjelent második nagylemeze, melyet az RTB adott ki. Katalógusszáma: LP 55-5307. A kiadvány belső borítója kinyitható. A lemez angol nyelvű változata Black Lady címmel jelent meg.

## Az album dalai

### A oldal
1. Crna dama (3:34)
2. Stvar ljubavi (5:09)
3. Domaći zadatak (7:43)

### B oldal
1. 'alo (4:04)
2. Tegoba (6:46)
3. Daire (3:45)
4. Plava pesma (4:26)

## Közreműködők
- Boris Aranđelović – ének
- Radomir Mihajlović "Točak" – gitár
- Miodrag Petkovski "Miki" – billentyűs hangszerek
- Zoran Milanović – basszusgitár
- Slobodan Stojanović "Kepa" – dob, ütős hangszerek